# Камиллова, Ядвига
Ядвига Камиллова (пол. Jadwiga Camillowa, нем. Hedwig Camil; 1867, Львов — 1914, Львов) — польская оперная певица.
Училась во львовской школе вокалистов Аделины Пасхалис, затем в Дрездене у Джованни Баттиста Ламперти.
Дебютировала в 1889 г. во Львовской опере в партии Рашели («Жидовка» Фроманталя Галеви), в 1891 г. пела в Черновцах и в Варшаве Виолетту в «Травиате», на следующий год пела в Праге, затем в Будапеште. В 1893—1898 гг. (с перерывами) солистка Дрезденской оперы, удостоена звания камерной певицы Саксонского королевства. Далее пела и преподавала (открыв собственную вокальную школу) во Львове. Среди важнейших партий — Лючия в «Лючии ди Ламмермур», Эльза в «Лоэнгрине», Леонора в «Трубадуре», Недда в «Паяцах».